# Mistrovství Evropy v plaveckých sportech 1999
Mistrovství Evropy v plaveckých sportech za rok 1999 proběhlo v Istanbulu, Turecko ve dnech 22. července až 1. srpna 1999.
Soutěže
- Plavání
- Plavání na otevřené vodě
- Skoky do vody
- Umělecké plavání